# Diane Lanster (téléfilm)
Pour le roman, voir Diane Lanster.
Pour plus de détails, voir Fiche technique et Distribution.
Diane Lanster est un téléfilm français réalisé par Bernard Queysanne, diffusé en mai 1983. Il s'agit d'une adaptation du roman éponyme de Jean-Didier Wolfromm.

## Fiche technique
- Réalisateur : Bernard Queysanne
- Scénario : Bernard Queysanne et Jean-Didier Wolfromm d'après le roman Diane Lanster
- Directeur de la photographie : Serge Palatsi
- Musique : Laurent Petitgirard
- Pays d'origine : France
- Durée : 2 x 60 min
- Dates de diffusions : 
  - 7 et 14 mai 1983 sur Antenne 2[1]
  - 7 mai 2005
  - 11 décembre 2015 à la Cinémathèque de Grenoble lors d'un cycle « Bernard Queysanne[2] »

## Distribution
- Anicée Alvina : Diane Lanster
- Jacques Spiesser : Thierry
- Philippe Deplanche : Noël
- Jacqueline Parent : Nadine
- Roland Monod : Le père de Diane
- Agnès Van Molder : La mère de Thierry
- Didier Clerc : Jérôme, le frère de Diane
- Marcel Cuvelier : Le dermatologue
- Béatrice Azzaro
- Valérie Steffen